# کارل مارکس (شهرستان داقوز دارا)
کارل مارکس (به لاتین: Imeni Karla Marksa) یک منطقهٔ مسکونی در قرقیزستان است که در شهرستان داقوز دارا واقع شده‌است. کارل مارکس ۶۵۷ نفر جمعیت دارد.